# Rețea de arie largă
În informatică, o rețea de arie largă (denumită și WAN, după eng. wide area network) este orice rețea care conectează orașe, regiuni sau țări.. De obicei rețelele de arie largă includ linii de telecomunicație publice și elementele de legătură și conectare necesare. Alte tipuri de rețele sunt, după extinderea lor spațială:
- rețea particulară (PAN)
- rețea locală (LAN)
- rețea academică (CAN)
- rețea metropolitană (MAN)

Ele se întind în mod respectiv pe aria unei camere, clădiri, unui campus sau a unei zone urbane. Cel mai extins WAN este Internetul, care în ziua de azi acoperă practic întregul glob pământesc.

## Caracteristici
Rețelele de arie largă se folosesc pentru interconectarea mai multor LAN-uri și a altor tipuri de rețele, astfel încât să se faciliteze comunicarea între persoane și computere situate la mari depărtări unele față de altele. Multe companii și organizații particulare și-au construit cu timpul propriile rețele de arie largă. Altele se bazează pe Internet, unde au acces printr-un abonament la un provider Internet ISP.
Deseori rețelele de arie largă se bazează pe linii telefonice închiriate, dedicate acestui scop. La unul din capetele liniei telefonice se leagă LAN-urile companiei; celălalt capăt este legat de un "concentrator" al rețelei respective WAN. Liniile telefonice închiriate (leased lines) sunt scumpe. Mai convenabile sunt legăturile comutate (nededicate) cum ar fi cele bazate pe circuite comutate sau și pachete comutate. Aceste rețele au nevoie de protocoale (reguli de funcționare) care asigură transportul și adresarea mesajelor, așa cum ar fi familia de protocoale TCP/IP.
Pentru rezolvarea linkurilor folosite în WAN-uri companiile ISP folosesc deseori protocoale ca de ex. POS (plasare de pachete IP sau Ethernet), MPLS, ATM și „releu de cadre”. Unul dintre protocoalele mult folosite în trecut a fost X.25 (comutație de pachete), care poate fi considerat drept "bunicul" protocolului modern releu de cadre.
Cercetările teoretice din domeniul WAN se concentrează pe următoarele teme: modele matematice, emularea și simularea rețelelor.
| Tehnologie                           | Descriere | Avantaje                                                | Dezavantaje                                    | Viteză          | Exemple de protocoale |
| ------------------------------------ | --- | ------------------------------------------------------- | ---------------------------------------------- | --------------- | --------------------- |
| linie închiriată                     | Conexiuni punct la punct între 2 computere sau LAN-uri | Cea mai sigură tehnologie                               | Scumpă                                         |                 | PPP, HDLC, SDLC, HNAS |
| comutație de circuite                | Legăturile se creează prin găsirea și dedicarea temporară a unui drum între cele 2 capete, de ex. telefonia analogică tradițională | Mai ieftină                                             | Stabilirea legăturii e înceată                 | 28 - 144 kbit/s | PPP, ISDN             |
| comutație de pachete                 | Mesajele de transmis se divizează în multe pachete de lungime fixă sau variabilă, dar scurte, care pot călători prin rețea și pe drumuri diferite până la destinație, unde se reasamblează mesajul original. Tehnologia poate fi de tip Permanent Virtual Circuits (PVC) sau și Switched Virtual Circuit (SVC) |                                                         | Mediu de legătură partajat                     |                 | X.25, releu de cadre  |
| comutație de pachete releu de celulă | Asemănătoare cu comutația de pachete, dar bazată nu pe pachete, ci pe celule de lungime fixă | Foarte rapidă la transmiterea simultană de voce și date | Supraîncărcarea rețelei poate fi considerabilă |                 | ATM                   |

Vitezele rețelelor de arie largă variază între circa 1,2 kbit/s și 16 Mbit/s, iar sistemele bazate pe ATM sau linii închiriate pot atinge chiar viteze de transmisie mai mari de 156 Mbit/s. Rețelele WAN folosesc drept mediu tipic linii telefonice, linkuri cu microunde și comunicțiile prin sateliți.
O tendință recentă pentru interconectarea rețelelor companiilor și organizațiilor este trecerea de la utilizarea rețelelor de arie largă propriu-zise la rețelele particulare virtuale (VPN) din cadrul Internetului. Pentru aceasta există desigur ISP-uri și firme specializate.